# Красенков, Борис Васильевич
Бори́с Васи́льевич Красенков — советский хозяйственный, государственный и политический деятель.

## Биография
Родился в 1917 году в семье крестьянина. Член ВКП(б) с 1952 года.
С 1930 года — на хозяйственной, общественной и политической работе. В 1930—1962 гг. — колхозник, служил в Красной Армии, штамповщик машиностроительного завода, мастер, старший мастер Омского машиностроительного завода № 166 Омского совнархоза. Заместитель начальника цеха (1965—1969), начальник цеха ПО «Полёт» (1969—1977).
Избирался депутатом Совета Союза Верховного Совета СССР 3-го, 4-го и 5-го созывов от Омского-Молотовского избирательного округа № 236 Омской области.
Умер 27 июля 2002 года в Омске. Похоронен на Старо-Северном кладбище.
Награждён орденами Ленина (1945), «Знак Почета» (1957), медалью «За трудовую доблесть» (1961).